# هیرومی ناگاساکو
هیرومی ناگاساکو (انگلیسی: Hiromi Nagasaku؛ زادهٔ ۱۴ اکتبر ۱۹۷۰) یک هنرپیشه، و خواننده اهل ژاپن است. وی از سال ۱۹۸۹ میلادی تاکنون مشغول فعالیت بوده‌است.